# Бйорн Нагель
Бйо́рн На́гель (нім. Björn Nagel; нар. 25 січня 1978, м. Брунсбюттель, Німеччина) — німецький та український вершник, що спеціалізується на змаганнях з конкуру. Кольори України захищає з 2006 року. Учасник двох Олімпійських ігор (2008, 2012).

## Біографія
Бйорн Нагель народився у німецькому містечку Брунсбюттель. Те, що він буде займатися кінним спортом, майже ні в кого не викликало сумнівів — батько та дід Бйорна були професійними вершниками, до того ж родина Нагелів володіла власною стайнею. Тож вже у 10-річному віці хлопець почав активно опановувати усі премудрощі кінного спорту під керівництвом батька.
Бйорн Нагель, виступаючи на юнацькому рівні, тривалий час вважався висхідною зіркою німецького кінного спорту. Юний вершник показував доволі серйозні результати на юніорських континентальних чемпіонатах (дворазовий чемпіон Європи з конкуру 1993 та 1994 років серед юнаків у складі німецької команди) та внутрішніх змаганнях, проте увійти до числа провідних німецьких вершників на дорослому рівні йому так і не вдалося. У 1999 році Нагель став учасником допінгового скандалу (у крові його коня на ім'я Portland було знайдено заборонену речовину), проте зумів довести відсутність своєї провини та відбувся лише сплатою штрафу.
У 2006 році Бйорн відгукнувся на пропозицію президента Федерації кінного спорту України Олександра Онищенка та прийняв українське громадянство, розпочавши виступи на міжнародних змаганнях під прапором України. Того ж року українська збірна показала просто неймовірний для себе результат, посівши 4-те командне місце на V Всесвітніх кінних іграх у Аахені, що відкрило українцям шлях до Олімпійських ігор 2008 у Пекіні.
Головні змагання чотириріччя у Китаї стали для українських вершників першою у історії Олімпіадою часів незалежності. Після двох кваліфікаційних раундів Бйорн Нагель на коні Magic Bengtsson набрав 19 штрафних балів та пройшов у наступний раунд кваліфікації, однак знявся зі змагань, посівши у підсумку 52-е місце. У командному заліку наша збірна зайняла 11-ту позицію.
На VI Всесвітніх кінних іграх у Лексингтоні, що відбулися у 2010 році, Нагель посів достатньо високе 20-те місце у індивідуальному заліку, що безсумнівно можна розцінити, як значний особистий успіх. Щоправда, повторити командний успіх минулих ігор у Аахені не вдалося — українці задовольнилися лише 16-м результатом. Втім, головною причиною цього стала недоукомплектованість команди — замість чотирьох вершників у змаганнях брали участь лише троє.
2012 рік розпочався для Бйорна Нагеля доволі вдало. У складі збірної України він став переможцем Кубка Націй FEI, що відбувся у австрійському Лінці. Ці змагання розглядалися як головний етап підготовки до Олімпійських ігор 2012. Однак показати настільки ж високий результат і у Лондоні не вдалося — за підсумками трьох кваліфікаційних раундів Нагель на коні Niack de l'Abbaye не потрапив до фіналу змагань та розділив підсумкове 41-ше місце ще з двома спортсменами. Збірна України посіла 14-те місце, погіршивши свій результат на минулій Олімпіаді.

## Спортивні результати[6]
| Рік  | Змагання                        | Місто      | Кінь                | МО      | МК |
| ---- | ------------------------------- | ---------- | ------------------- | ------- | -- |
| 2012 | Літні Олімпійські ігри 2012     | Лондон     | Niack de l'Abbaye   | 41 — 43 | 14 |
| 2010 | Всесвітні кінні ігри 2010       | Лексингтон | Va Et Viens De Zelm | 20      | 16 |
| 2008 | Літні Олімпійські ігри 2008     | Пекін      | Magic Bengtsson     | 52      | 11 |
| 2007 | Чемпіонат Європи з конкуру 2007 | Мангейм    | Loriot              | 38      | 9  |
| 2006 | Всесвітні кінні ігри 2006       | Аахен      | Pilgrim II          | 28      | 4  |